# Steccherinum basibadium
Steccherinum basibadium är en svampart som beskrevs av Banker 1912. Steccherinum basibadium ingår i släktet Steccherinum och familjen Meruliaceae.   Inga underarter finns listade i Catalogue of Life.